# Helmenzen
Helmenzen ist eine Ortsgemeinde im Landkreis Altenkirchen (Westerwald) in Rheinland-Pfalz. Sie gehört der Verbandsgemeinde Altenkirchen-Flammersfeld an und gliedert sich in die Ortsteile Helmenzen und Oberölfen.

## Geographische Lage
Helmenzen liegt an der Bundesstraße 8 zwischen Altenkirchen und Weyerbusch. Der Ortsteil Oberölfen liegt im Westen. Die Stadt Altenkirchen grenzt im Osten und Süden an das Gemeindegebiet von Helmenzen, die Stadtmitte von Altenkirchen ist etwa 1,5 km entfernt. Weitere Nachbargemeinden sind Kettenhausen, Neitersen, Hemmelzen, Birnbach und Wölmersen.

## Geschichte
Im Jahr 1459 wurde Helmenzen zum ersten Mal urkundlich erwähnt, Oberölfen schon im Jahr 1427.
Beide Ortschaften gehörten ursprünglich gemeinsam zur Grafschaft Sayn. Nach deren Teilung im 17. Jahrhundert gehörte Helmenzen zur Grafschaft Sayn-Altenkirchen, Oberölfen zur Grafschaft Sayn-Hachenburg. Innerhalb der Grafschaft Sayn-Altenkirchen gehörte Helmenzen zum Kirchspiel Altenkirchen, das auch eine weltliche Verwaltungseinheit darstellte und die niedere Gerichtsbarkeit ausübte. Die Gemeinde Helmenzen verweigerte 1765 Holzlieferungen zum laufenden Geschirr der Mühle in Altenkirchen, der Beitrag der Gemeinde zum Unterhalt der Stadtmühle wurde durch einen Vergleich geregelt. 1787 wurden in Helmenzen 19 Haushaltungen gezählt. Oberölfen dagegen gehörte zum Kirchspiel Birnbach.
Die Grafschaft Sayn-Altenkirchen, damit auch die Ortschaft Helmenzen, kam 1791 auf dem Erbweg zu Preußen wurde aber im Jahr 1803 im Reichsdeputationshauptschluss dem Fürstentum Nassau-Usingen zugesprochen. Die Grafschaft Sayn-Hachenburg, damit auch die Ortschaft Oberölfen war 1799 aufgrund einer Erbfolge an das Fürstentum Nassau-Weilburg gekommen. Beide nassauischen Fürstentümer wurden 1806 im Zusammenhang mit der Bildung des napoleonischen Rheinbundes zum Herzogtum Nassau vereinigt. Infolge der auf dem Wiener Kongress (1815) getroffenen Beschlüsse sowie aufgrund eines zwischen Nassau und Preußen abgeschlossenen Vertrages wurden die beiden vormals saynischen Grafschaften an das Königreich Preußen abgetreten.
Unter der preußischen Verwaltung gehörte Helmenzen zur Bürgermeisterei Altenkirchen und Oberölfen zur Bürgermeisterei Weyerbusch im 1816 neu gebildeten gleichnamigen Kreis im Regierungsbezirk Koblenz, der von 1822 an zur Rheinprovinz gehörte. Die beiden Bürgermeistereien wurden 1927, so wie alle Bürgermeistereien in der Rheinprovinz, in Ämter umbenannt.
Zum 1. April 1939 wurde die bis dahin eigenständige Gemeinde Oberölfen nach Helmenzen eingemeindet und zugleich aus dem Verwaltungsbezirk des Amtes Weyerbusch ausgegliedert.
Bevölkerungsentwicklung
Die Entwicklung der Einwohnerzahl von Helmenzen bezogen auf das heutige Gemeindegebiet; die Werte von 1871 bis 1987 beruhen auf Volkszählungen:
| Jahr | Einwohner |
| 1815 | 187       |
| 1835 | 255       |
| 1871 | 334       |
| 1905 | 420       |
| 1939 | 406       |
| 1950 | 488       |

| Jahr | Einwohner |
| 1961 | 534       |
| 1970 | 587       |
| 1987 | 583       |
| 1997 | 641       |
| 2005 | 859       |
| 2023 | 921       |

## Politik

### Gemeinderat
Der Gemeinderat in Helmenzen besteht aus zwölf Ratsmitgliedern, die bei der Kommunalwahl am 9. Juni 2024 in einer Mehrheitswahl gewählt wurden, und dem ehrenamtlichen Ortsbürgermeister als Vorsitzendem.
Bei der Kommunalwahl im Jahr 2009 fand eine personalisierte Verhältniswahl statt, bei der drei Wählergruppen antraten.

### Bürgermeister
Timo Herrmann wurde am 29. August 2024 Ortsbürgermeister von Helmenzen. Bei der Stichwahl am 23. Juni 2024 hatte er sich mit 54,4 % gegen den Amtsinhaber durchgesetzt, nachdem beide bei der Direktwahl am 9. Juni noch jeweils 50,0 % erreicht hatten.
Herrmanns Vorgänger Klaus Schneider hatte das Amt seit August 2014 inne. Vor ihm war Klaus Schneider zehn Jahre Ortsbürgermeister von Helmenzen.

## Sehenswürdigkeiten
- Die Museumsscheune ist ein heimatkundliches Museum des Arbeitskreises für Heimatgeschichte & Brauchtumspflege e. V.

## Persönlichkeiten
- Erhard Geyer (* 1939 in Helmenzen), Diplom-Finanzwirt, Bundesvorsitzender des Deutschen Beamtenbundes (dbb), Politiker und Ortsbürgermeister